# メッツ (バンド)
メッツ (METZ) は、カナダの3ピースガレージ・パンクバンド。

## 来歴

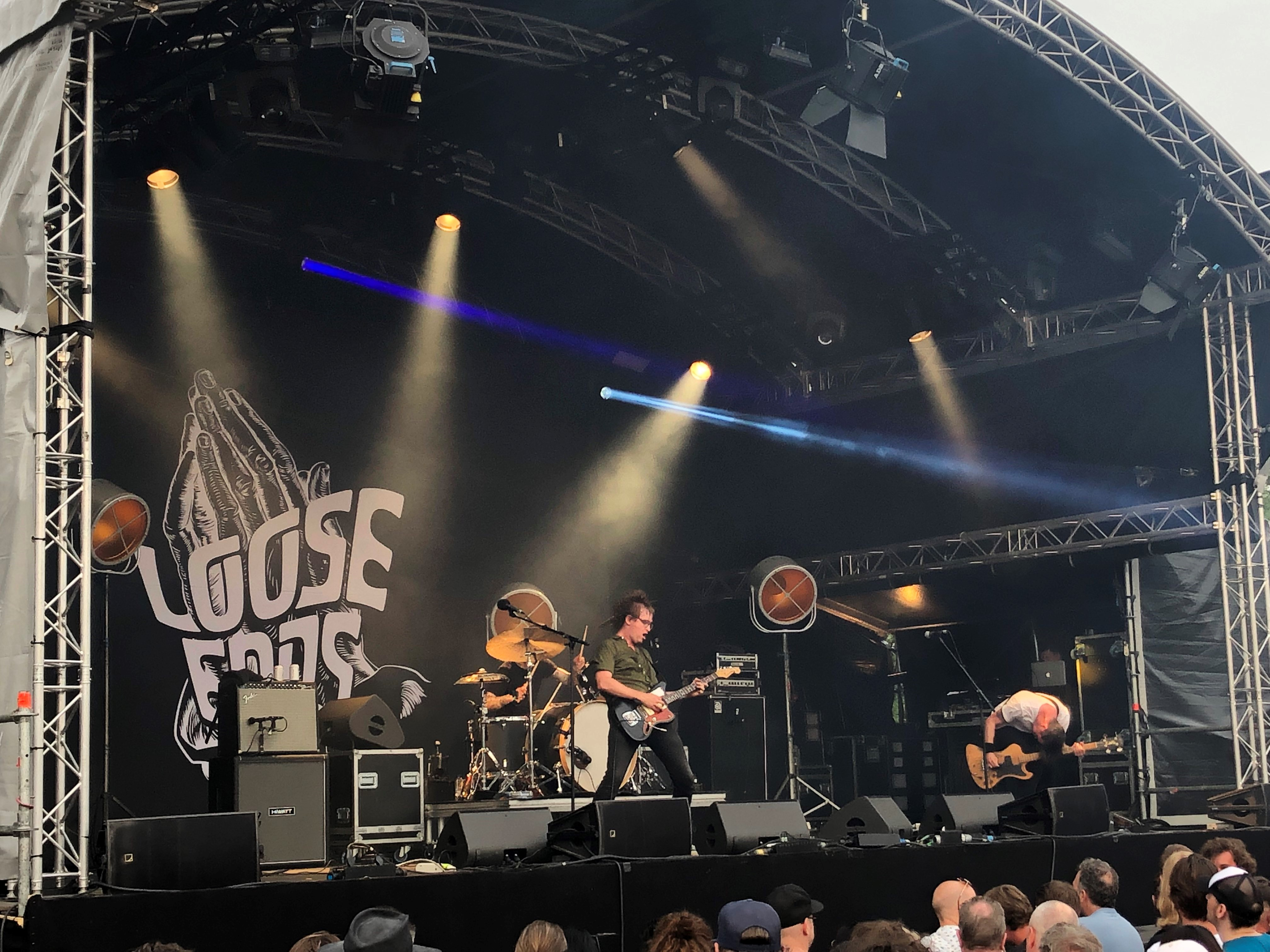
ライブで演奏するバンド（2019年）

2008年、ギターボーカルのアレックス・エドキンズ、ベースボーカルのクリス・スロラッチ、ドラムのヘイデン・メンジーズの3人により結成される。バンドはカナダのトロントでライブ活動を続け、やがて老舗レーベルのサブ・ポップと契約を果たす。
2012年10月、デビューアルバム『METZ』をリリース。音楽メディアで特集が組まれるなど高い評価を受けた。
2015年、2作目のアルバム『II』をリリース。
2017年、3作目のアルバム『Strange Peace』をリリース。
2020年、4作目のアルバム『Atlas Vending』をリリース。

## メンバー
- アレックス・エドキンズ (Alex Edkins)
- ヘイデン・メンジーズ (Hayden Menzies)
- クリス・スロラッチ (Chris Slorach)

## ディスコグラフィ
スタジオ・アルバム　
- METZ (2012年、Sub Pop)
- II （2015年、 Sub Pop）
- Strange Peace （2017年、 Sub Pop）
- Atlas Vending （2020年、 Sub Pop）